# Gyrininae
Sous-famille
Les Gyrininae sont une sous-famille d'insectes coléoptères de la famille des Gyrinidae. Elle comprend quatre tribus :
- Enhydrini Régimbart, 1882
- Gyrinini Latreille, 1810 (dont les genres Gyrinus et Aulonogyrus)
- Heterogyrini Brinck, 1956
- Orectochilini Régimbart, 1882 (dont le genre Orectochilus)